# Antônio da Rocha de Holanda Cavalcanti
Antônio da Rocha de Holanda Cavalcanti, primeiro e único barão de Gindaí (Barreiros, c. 1812 — 7 de agosto de 1903) foi nobre, político e latifundiário brasileiro.
Filho de Manuela de Albuquerque e de Manuel da Rocha de Holanda Cavalcanti.
Agraciado barão em 19 de novembro de 1888. O título toponímico faz referência ao engenho de sua propriedade.
Faleceu de pneumonia. Fora casado três vezes, sendo a última com Maria Claudina de Gusmão Lira, filha de Maria Claudina de Gusmão e de Francisco José Tavares de Gusmão Lira, falecida em 12 de agosto de 1903, cinco dias após a morte de seu esposo.